# Тома, Пётр
Пётр Тома (фр. Pierre Thomas; 1305 или около 1305, Перигор, метрополия Франции — 6 января 1366, Фамагуста) — святой Римско-католической церкви, легат, епископ Патти и Липари, латинский патриарх Константинополя, член Ордена Братьев Пресвятой Девы Марии Горы Кармил (OCarm), является автором богословского трактата De Immaculata Conceptionis («О Непорочном Зачатии») и четырех томов проповедей.

## Биография
Пётр Томма родился в 1305 году в Саль-де-Бельве, в Дордони, во Франции в семье крестьян. Учился в Монпазье, живя на милостыню и обучая других юношей. Некоторое время пробыл в Ажене, откуда в 1325 году вернулся в Монпазье.. В том же году, поступил в монастырь кармелитов в Лектуре. Нёс послушание новиция в монастыре в Кондоме, монашеский постриг принял в монастыре в Бержераке. Спустя три года был рукоположен в священники.
Преподавал логику и философию в Альби, затем преподавал в Париже. В 1345 году был избран генеральным прокуратором ордена. В 1348 году завершил богословское образование в Париже и получил степень магистра теологии. Отправился ко двору Папы Климента VI в Авиньоне. Талантливый дипломат и оратор, он поступил на службу к Папам в Авиньоне, получив звание апостольского проповедника. Старался урегулировать разногласия между христианскими монархами, способствуя объединению католической и православной церквей для того, чтобы вместе противостоять экспансии мусульман.
В 1352 году в качестве папского легата участвовал в мирных переговорах между Генуей, Венецией и Миланом. В 1354 году был назначен епископом Патти и Липари и представителем Папы на коронации Карла IV Люксембурга, как короля Италии в Милане. В 1356 году прибыл в Сербию, чтобы урегулировать конфликт между Венецией и Венгрией.
Между 1357 и 1359 годами был отправлен Святым Престолом в Константинополь, где был поддержан аристократией и императором Иоанном V Палеологом в деле объединения католической и православной церквей. Прибыл на Кипр, откуда совершил паломничество в Святую Землю, вернувшись через Сицилию снова на Кипр. В 1359 году был назначен легатом Вселенской Церкви на Востоке и епископом Коринфа.  На него была возложена миссия по борьбе с Османской империей. При его посредничестве был заключен военный союз между Венецией, Кипром и Мальтийским орденом. На Кипре он короновал Петра I, как короля Иерусалимского.
Пытаясь организовать новый крестовый поход, побывал при всех королевских дворах Европы. Во время этой поездки выступил посредником в конфликте между Миланом и Римом. В 1363 году был назначен архиепископом Кандии на Крите, а в мае 1364 года латинским патриархом Константинополя и легатом Папы Урбана V. В том же году он основал школу теологии в Болонском университете.
Вместе с Петром I Кипрским принял участие в крестовом походе против города Александрия в октябре 1365 года. Город был взят крестоносцами, но вскоре оставлен ими из-за невозможности противостоять контратакам мамлюков. Пётр Тома был ранен стрелой во время штурма и, спустя три месяца, умер на Кипре 6 января 1366 года. По другой версии, он умер от болезни в Фамагусте на Кипре, готовясь к поездке в Рим и раздав все своё имущество бедным.

## Почитание
Почитание святого Петра Тома началось сразу после его смерти. Народное почитание  подтвердил Папа Павел V в 1609 году, провозгласив его блаженным. Папа Урбан VIII в 1628 году канонизировал его.
Литургическая память ему отмечается 6 января; отдельно у кармелитов и в епархии Перигё 8 января.